# ساختمان سینگر (تهران)
ساختمان سینگر مربوط به دوره پهلوی است و در تهران، خیابان سعدی بعد از چهار راه مخبرالدوله پلاک ۱۵۰ قرار دارد. این اثر در تاریخ ۲۴ آبان ۱۳۸۵ با شمارهٔ ثبت ۱۶۲۵۴ به‌عنوان یکی از آثار ملی ایران به ثبت رسیده‌است.
این اثر از آثار نیکلای مارکف، معمار روس‌تبار مقیم ایران است. در بنای آن از سنگ تراورتن استفاده شده، نمایی که یادآور کلیسای مریم مقدس و سنت استپانوس است و آجر و خشت در ساخت آن به کار رفته‌است.